# Tercera Federación - Grupo IX 2025-26
La temporada 2025-26 del Grupo IX de la Tercera Federación de fútbol comenzará el 7 de septiembre de 2025 y finalizará el 10 de mayo de 2026. Posteriormente se disputará la promoción de ascenso entre el 17 de mayo y el 7 de junio en su fase territorial, y para finalizar en su fase nacional entre el 14 y 21 de junio. Se trata de la cuarta edición tras la restructuración de las categorías no profesionales por parte de la RFEF a causa de la pandemia global causada por el Coronavirus; y es la quinta categoría a nivel nacional.

## Sistema de competición
Participan dieciocho clubes encuadrados en un único grupo. Se enfrentan todos contra todos en dos ocasiones -una en campo propio y otra en campo contrario- durante un total de 34 jornadas. El orden de los encuentros se decide por sorteo antes de empezar la competición. La Federación de Fútbol de Andalucía es la responsable de designar las fechas de los partidos y los árbitros de cada encuentro, reservando al equipo local la potestad de fijar el horario exacto de cada encuentro.
Una vez finalizada la competición, el primer clasificado asciende directamente a Segunda Federación y se proclama campeón de Tercera Federación.
Los clasificados entre el segundo y el quinto lugar disputan un Play Off territorial en formato de eliminatorias a doble partido ida y vuelta. En caso de empate el vencedor de la eliminatoria es el equipo mejor clasificado. El equipo vencedor de este Play Off se clasifica a la Promoción de ascenso a Segunda Federación que tiene carácter de final interterritorial.
Los tres últimos clasificados descienden directamente a División de Honor Andaluza o a Primera División Autonómica de Melilla. Puede haber más descensos por arrastre provocados por descensos de superior categoría.

## Ascensos y descensos
| Pos. | Ascendidos a 2.ª Federación |
| ---- | --------------------------- |
| 1º   | Atlético Malagueño          |
| 2º   | Real Jaén C. F.             |

| Pos. | Descendidos de 2.ª Federación |
| ---- | ----------------------------- |
| 17.º | Recreativo Granada            |

| Pos. | Ascendidos de División de Honor |
| ---- | ------------------------------- |
| 1º   | C. D. Alhaurino                 |
| 2º   | Churriana de la Vega C. F.      |
| 3º   | U. D. San Pedro                 |

| Pos. | Ascendidos de Autonómica de Melilla |
| ---- | ----------------------------------- |
| 1º   | U. D. Melilla "B"                   |

| Pos. | Descendidos a División de Honor y Autonómica de Melilla |
| ---- | ------------------------------------------------------- |
| 16.º | C. P. El Ejido                                          |
| 17.º | C. P. Almería                                           |
| 18.º | F. C. Málaga City                                       |

## Equipos

### Listado de equipos
| Equipo                               | Estadio                        | Fundación | Localidad           | Provincia | Comunidad / Ciudad Autónoma |
| ------------------------------------ | ------------------------------ | --------- | ------------------- | --------- | --------------------------- |
| Arenas de Armilla CyD                | Estadio Municipal              | 1931      | Armilla             | Granada   | Andalucía                   |
| Churriana de la Vega C. F.           | El Frascuelo                   | 1960      | Motril              | Granada   | Andalucía                   |
| C. D. Huétor Tájar                   | Estadio Miguel Moranto         | 1940      | Huétor Tájar        | Granada   | Andalucía                   |
| C. D. Huétor Vega                    | Estadio Municipal Las Viñas    | 1927      | Huétor Vega         | Granada   | Andalucía                   |
| C. F. Motril                         | Estadio Escribano Castilla     | 2012      | Motril              | Granada   | Andalucía                   |
| Recreativo Granada                   | Ciudad Deportiva Granada C. F. | 1947      | Granada             | Granada   | Andalucía                   |
| Atlético Mancha Real                 | La Juventud                    | 1984      | Mancha Real         | Jaén      | Andalucía                   |
| Atlético Porcuna C. F.               | San Benito                     | 1975      | Porcuna             | Jaén      | Andalucía                   |
| C. D. U. D. Ciudad de Torredonjimeno | Estadio Matías Prats           | 2009      | Torredonjimeno      | Jaén      | Andalucía                   |
| Martos C. D.                         | Ciudad de Martos               | 1970      | Martos              | Jaén      | Andalucía                   |
| C. D. Torreperogil                   | Estadio Abdón Martínez         | 2008      | Torreperogil        | Jaén      | Andalucía                   |
| C. D. Alhaurino                      | Miguel Fijones                 | 1930      | Alhaurín el Grande  | Málaga    | Andalucía                   |
| El Palo F. C.                        | San Ignacio                    | 1965      | Málaga              | Málaga    | Andalucía                   |
| F. C. Marbellí                       | Antonio Naranjo                | 2006      | Marbella            | Málaga    | Andalucía                   |
| C. P. Mijas Las Lagunas              | Juan Gambero Culebra           | 1991      | Las Lagunas         | Málaga    | Andalucía                   |
| U. D. San Pedro                      | Estadio Antonio Naranjo        | 1974      | San Pedro Alcántara | Málaga    | Andalucía                   |
| U. D. Torre del Mar                  | Estadio Juan Manuel Azuaga     | 1971      | Torre del Mar       | Málaga    | Andalucía                   |
| U. D. Melilla "B"                    | La Espiguera                   | 2013      | Melilla             | Melilla   | Melilla                     |

| Alhaurino Arenas Churriana El Palo Huétor Tájar Huétor Vega At. Mancha Real Marbellí Martos Las Lagunas Motril At. Porcuna Rec. Granada San Pedro Torredonjimeno Torreperogil Torre del Mar |

| Melilla "B" |

## Clasificación
| Pos. | Equipo                               | Pts. | PJ | G | E | P | GF | GC | Dif. |                                                    |
| ---- | ------------------------------------ | ---- | -- | - | - | - | -- | -- | ---- | -------------------------------------------------- |
| 1    | C. D. Alhaurino                      | 0    | 0  | 0 | 0 | 0 | 0  | 0  | 0    | Ascenso a Segunda Federación                       |
| 2    | Arenas de Armilla CyD                | 0    | 0  | 0 | 0 | 0 | 0  | 0  | 0    | Acceso a Promoción de Ascenso a Segunda Federación |
| 3    | Atlético Mancha Real                 | 0    | 0  | 0 | 0 | 0 | 0  | 0  | 0    | Acceso a Promoción de Ascenso a Segunda Federación |
| 4    | Atlético Porcuna C. F.               | 0    | 0  | 0 | 0 | 0 | 0  | 0  | 0    | Acceso a Promoción de Ascenso a Segunda Federación |
| 5    | Churriana de la Vega C. F.           | 0    | 0  | 0 | 0 | 0 | 0  | 0  | 0    | Acceso a Promoción de Ascenso a Segunda Federación |
| 6    | C. D. U. D. Ciudad de Torredonjimeno | 0    | 0  | 0 | 0 | 0 | 0  | 0  | 0    |                                                    |
| 7    | El Palo F. C.                        | 0    | 0  | 0 | 0 | 0 | 0  | 0  | 0    |                                                    |
| 8    | C. D. Huétor Tájar                   | 0    | 0  | 0 | 0 | 0 | 0  | 0  | 0    |                                                    |
| 9    | C. D. Huétor Vega                    | 0    | 0  | 0 | 0 | 0 | 0  | 0  | 0    |                                                    |
| 10   | F. C. Marbellí                       | 0    | 0  | 0 | 0 | 0 | 0  | 0  | 0    |                                                    |
| 11   | Martos C. D.                         | 0    | 0  | 0 | 0 | 0 | 0  | 0  | 0    |                                                    |
| 12   | U. D. Melilla "B"                    | 0    | 0  | 0 | 0 | 0 | 0  | 0  | 0    |                                                    |
| 13   | C. P. Mijas Las Lagunas              | 0    | 0  | 0 | 0 | 0 | 0  | 0  | 0    |                                                    |
| 14   | C. F. Motril                         | 0    | 0  | 0 | 0 | 0 | 0  | 0  | 0    |                                                    |
| 15   | Recreativo Granada                   | 0    | 0  | 0 | 0 | 0 | 0  | 0  | 0    |                                                    |
| 16   | U. D. San Pedro                      | 0    | 0  | 0 | 0 | 0 | 0  | 0  | 0    | Descenso a División de Honor                       |
| 17   | U. D. Torre del Mar                  | 0    | 0  | 0 | 0 | 0 | 0  | 0  | 0    | Descenso a División de Honor                       |
| 18   | C. D. Torreperogil                   | 0    | 0  | 0 | 0 | 0 | 0  | 0  | 0    | Descenso a División de Honor                       |

Actualizado a los partidos jugados el 7 de septiembre de 2025.
 Fuente: BeSoccer

### Evolución de la clasificación
| Jornada | 1 | 2 | 3 | 4 | 5 | 6 | 7 | 8 | 9 | 10 | 11 | 12 | 13 | 14 | 15 | 16 | 17 | 18 | 19 | 20 | 21 | 22 | 23 | 24 | 25 | 26 | 27 | 28 | 29 | 30 | 31 | 32 | 33 | 34 |
| Equipo  |   |   |   |   |   |   |   |   |   |    |    |    |    |    |    |    |    |    |    |    |    |    |    |    |    |    |    |    |    |    |    |    |    |    |
| ------- | - | - | - | - | - | - | - | - | - | -- | -- | -- | -- | -- | -- | -- | -- | -- | -- | -- | -- | -- | -- | -- | -- | -- | -- | -- | -- | -- | -- | -- | -- | -- |
|         |   |   |   |   |   |   |   |   |   |    |    |    |    |    |    |    |    |    |    |    |    |    |    |    |    |    |    |    |    |    |    |    |    |    |

## Resultados
| Local \ Visitante                    | ALH | ARE | ATM | ATP | CHU | CIU | ELP | HTA | HVE | MRB | MRT | MEL | MIJ | MOT | REC | SAN | TDM | TRP |
| ------------------------------------ | --- | --- | --- | --- | --- | --- | --- | --- | --- | --- | --- | --- | --- | --- | --- | --- | --- | --- |
| C. D. Alhaurino                      | —   |     |     |     |     |     |     |     |     |     |     |     |     |     |     |     |     |     |
| Arenas de Armilla CyD                |     | —   |     |     |     |     |     |     |     |     |     |     |     |     |     |     |     |     |
| Atlético Mancha Real                 |     |     | —   |     |     |     |     |     |     |     |     |     |     |     |     |     |     |     |
| Atlético Porcuna C. F.               |     |     |     | —   |     |     |     |     |     |     |     |     |     |     |     |     |     |     |
| Churriana de la Vega C. F.           |     |     |     |     | —   |     |     |     |     |     |     |     |     |     |     |     |     |     |
| C. D. U. D. Ciudad de Torredonjimeno |     |     |     |     |     | —   |     |     |     |     |     |     |     |     |     |     |     |     |
| El Palo F. C.                        |     |     |     |     |     |     | —   |     |     |     |     |     |     |     |     |     |     |     |
| C. D. Huétor Tájar                   |     |     |     |     |     |     |     | —   |     |     |     |     |     |     |     |     |     |     |
| C. D. Huétor Vega                    |     |     |     |     |     |     |     |     | —   |     |     |     |     |     |     |     |     |     |
| F. C. Marbellí                       |     |     |     |     |     |     |     |     |     | —   |     |     |     |     |     |     |     |     |
| Martos C. D.                         |     |     |     |     |     |     |     |     |     |     | —   |     |     |     |     |     |     |     |
| U. D. Melilla "B"                    |     |     |     |     |     |     |     |     |     |     |     | —   |     |     |     |     |     |     |
| C. P. Mijas Las Lagunas              |     |     |     |     |     |     |     |     |     |     |     |     | —   |     |     |     |     |     |
| C. F. Motril                         |     |     |     |     |     |     |     |     |     |     |     |     |     | —   |     |     |     |     |
| Recreativo Granada                   |     |     |     |     |     |     |     |     |     |     |     |     |     |     | —   |     |     |     |
| U. D. San Pedro                      |     |     |     |     |     |     |     |     |     |     |     |     |     |     |     | —   |     |     |
| U. D. Torre del Mar                  |     |     |     |     |     |     |     |     |     |     |     |     |     |     |     |     | —   |     |
| C. D. Torreperogil                   |     |     |     |     |     |     |     |     |     |     |     |     |     |     |     |     |     | —   |